# Валентність екологічна
Екологічна валентність — це здатність організму витримувати певну амплітуду коливань факторів навколишнього середовища.
Екологічна валентність є властивістю. Кількісно вона виражається діапазоном змін середовища, в межах якого даний вид зберігає нормальну життєдіяльність. Сума екологічних валентностей стосовно окремих факторів утворює екологічний спектр. 
Екологічна валентність може розглядатися як відносна реакція виду на окремі фактори середовища, або на їх комплекс. У першому випадку види, що переносять широкі зміни сили впливу чинника, позначаються терміном, що складається з назви даного чинника з приставкою «еврі-» (евритермні - по відношенню до впливу температури, евригалінні - до солоності, еврібатні - до глибини і т.п.). Види, пристосовані лише до невеликих змін даного чинника, позначаються аналогічним терміном з приставкою «стено-» (стенотермні, стеногалінні і т.п.). 
За екологічною валентністю організми поділяють на:
- Еврибіонти - організми, які мають широкий діапазон екологічної валентності.
- Стенобіонти - організми, які мають вузький діапазон екологічної валентності.

Оскільки еврібіонтність дає можливість заселяти різноманітні місця проживання, а стенобіонтність різко звужує коло придатних для виду стацій, ці дві групи часто називають відповідно еврі- або стенотопними.